# 比約納霍伊
比約納霍伊(Bjørnahøi )是一座位於挪威南部奧普蘭的山脈。